# Jugoslavenski narodni pokret Zbor
Jugoslovenski narodni pokret "Zbor", bio je fašistički jugoslavenski politički pokret, registriran i kao stranka.

## Povijest
Poticaj za osnivanje bio je Atentat na kralja Aleksandra listopada 1934. godine. Jugoslavenska akcija, organizacija koja je kritizirala liberalnu demokraciju i zagovarala autoritativni i korporativni sustav pregovarala je o ujedinjenju s još nekoliko srodnih skupina okupljenih oko listova "Zbor", "Otadžbina" i "Buđenje". 
ZBOR je osnovan 6. siječnja 1935. godine u Ljubljani na šestu godišnjicu uvođenja Šestosiječanjske diktature. Za predsjednika pokreta izabran je odvjetnik iz Smedereva Dimitrije Ljotić, a za prvog potpredsjednika Juraj Korenić, liječnik iz Zagreba. Drugi potpredsjednik bio je odvjetnik iz Ljubljane dr Fran Kondore i glavni tajnik Velibor Jonić, profesor iz Beograda.
ZBOR je imao uzore i vodilje u desničarskim i fašističkim strankama Italije, Njemačke, ali i Francuske. Početkom Drugoga svjetskog rata iz ovog pokreta formira se paravojna postrojba Ljotićevci koja je uživala veliku podršku njemačke vojske, s kojima je usko surađivao. Ljotićevci su formirali Srpski dobrovoljački korpus (SDK), koji je tada činio glavni sastavni dio oružanih snaga generala Milana Nedića u Srbiji.

## Vanjske poveznice
- (srp.) O ideologiji Dimitrija Ljotića i njegovoj organizaciji ZBOR